# Aquaduct van Patara
Het aquaduct van Patara was een Romeins aquaduct gebouwd ter voorziening van bad- en drinkwater aan de toenmalige handels- en havenstad Patara. Het bouwwerk stond in Lycië, een staat uit de klassieke oudheid. Het aquaduct was een 23 kilometer lange pijp, gekenmerkt door een 200 meter lange 'omgekeerde' sifon dat gevormd was door grote aan elkander gekoppelde doorboorde kalkstenen blokken. De ruïne van het aquaduct ligt aan de Turkse zuidkust nabij Kaş in Antalya. Het is heden beter bekend als Delikkemer (Turks voor "boog met een gat").
Delikkemer was door zijn eenvoud een atypische Romeinse aquaduct, maar is vanwege het hydraulische vernuft een belangrijk voorbeeld van het Romeinse ingenieurswezen.

## Geschiedenis
Tijdens het Romeinse Rijk werden meer dan 1700 lange afstandsleidingen en duizenden kleinere aquaducten gebouwd om bad- en drinkwater te leveren aan steden, mijnen, villa's en thermen. Het aquaduct van Patara was hiervan een atypische voorbeeld.

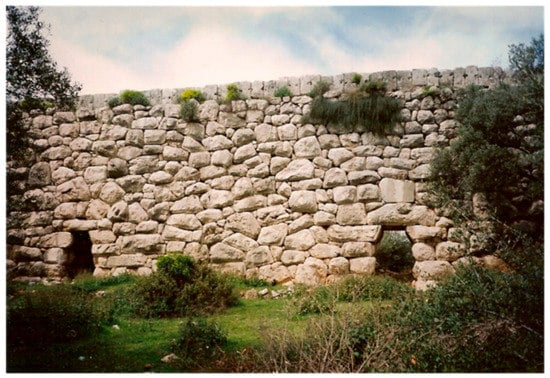
Cyclopische muur

In 48-49 na Christus, kort na de Romeinse annexatie van Lycië, werd gedurende de heerschappij van keizer Claudius I onder leiding van Vilius Flaccus met de bouw van het aquaduct begonnen. Hierbij werd gebruikgemaakt van de toen reeds bestaande cyclopische muur, die vermoedelijk uit de Hellenistische tijdperk dateert. Het aquaduct kwam onder leiding van Eprius Marcellus af en werd in de winter van 51/52 in gebruik genomen ter voorziening van de havenstad.
Tijdens een aardbeving in het jaar 68 stortte de cyclopische muur, waar de pijpleiding doorheen liep, in. Volgens de vrij uitgebreide inscripties die nog op de herbouwde muur gevonden kunnen worden, werd op bevel van keizer Vespasianus het aquaduct toen van de grond af opnieuw gebouwd en moest het robuuster worden. Patara heeft het 4 jaar zonder deze watervoorziening moeten doen voordat het aquaduct, onder toeziend oog van toenmalig gouverneur Sextus Marcius Priscus, gerepareerd en weer operationeel gemaakt was.

## Beschrijving

### Traject

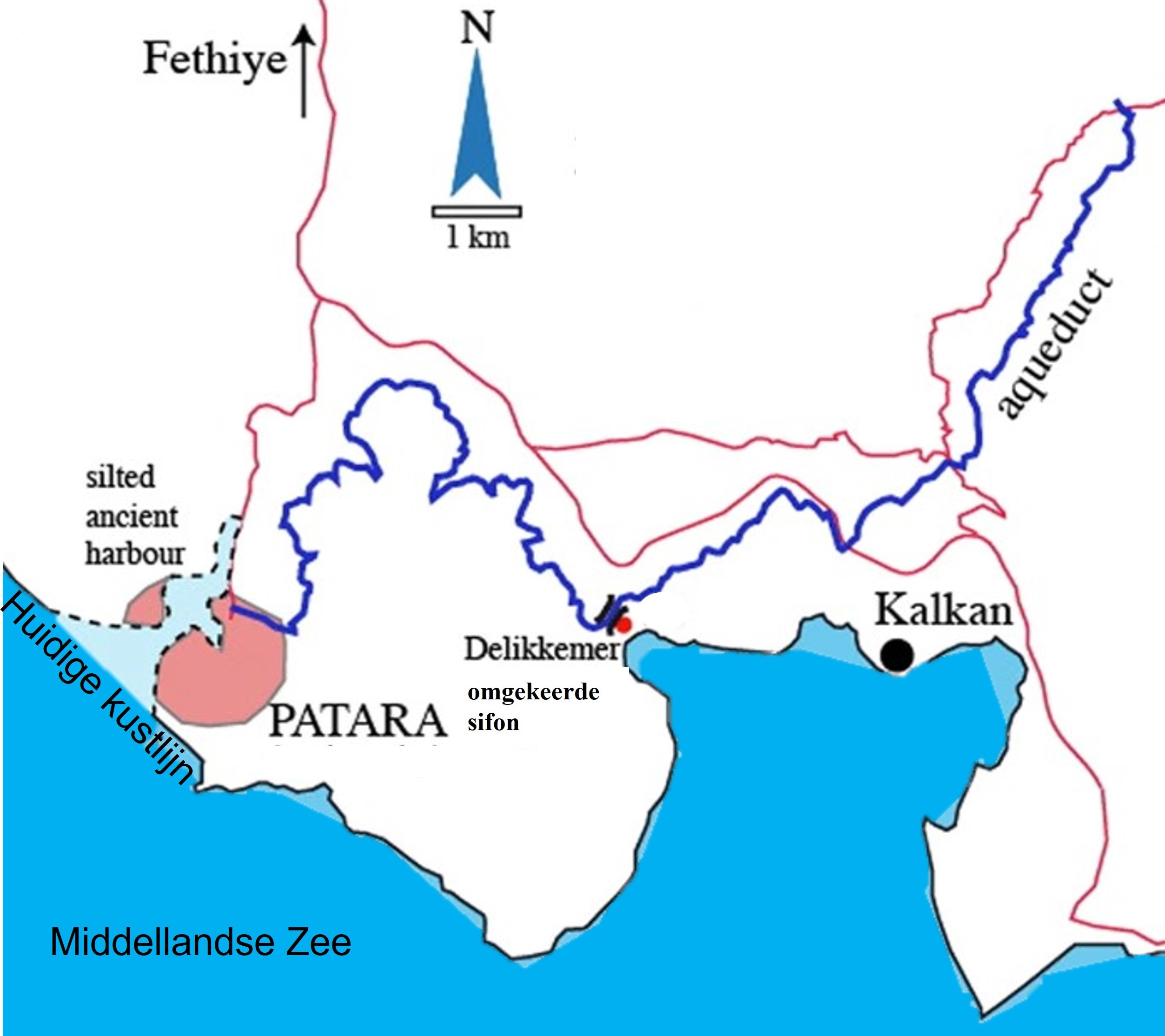
De loop van het aquaduct

Het aquaduct van Patara werd gevoed door een karstbron bij het dorpje Islamar. Deze bron had rond 2013 een capaciteit van 10.000 liter water per dag. Het aquaduct daalde vanaf de bron de eerste kilometers via de westflank van de berg Kısla naar het huidige dorpje Akbel. Het systeem bestond uit keramische buizen en gemetselde kanaalsecties over een totale lengte van 23 kilometer en over een hoogteverschil van 612 meter. De daling was variabel: in de eerste 4,4 km van het traject daalde het water met 9% van 680 tot 280 meter boven zeeniveau, terwijl het in de resterende 18,6 km tot de stad, dat op ongeveer 80 m boven zeeniveau lag, met 1,2% slechts 220 meter daalde. De gemiddelde daling over het gehele traject bedroeg ongeveer 2,7%.

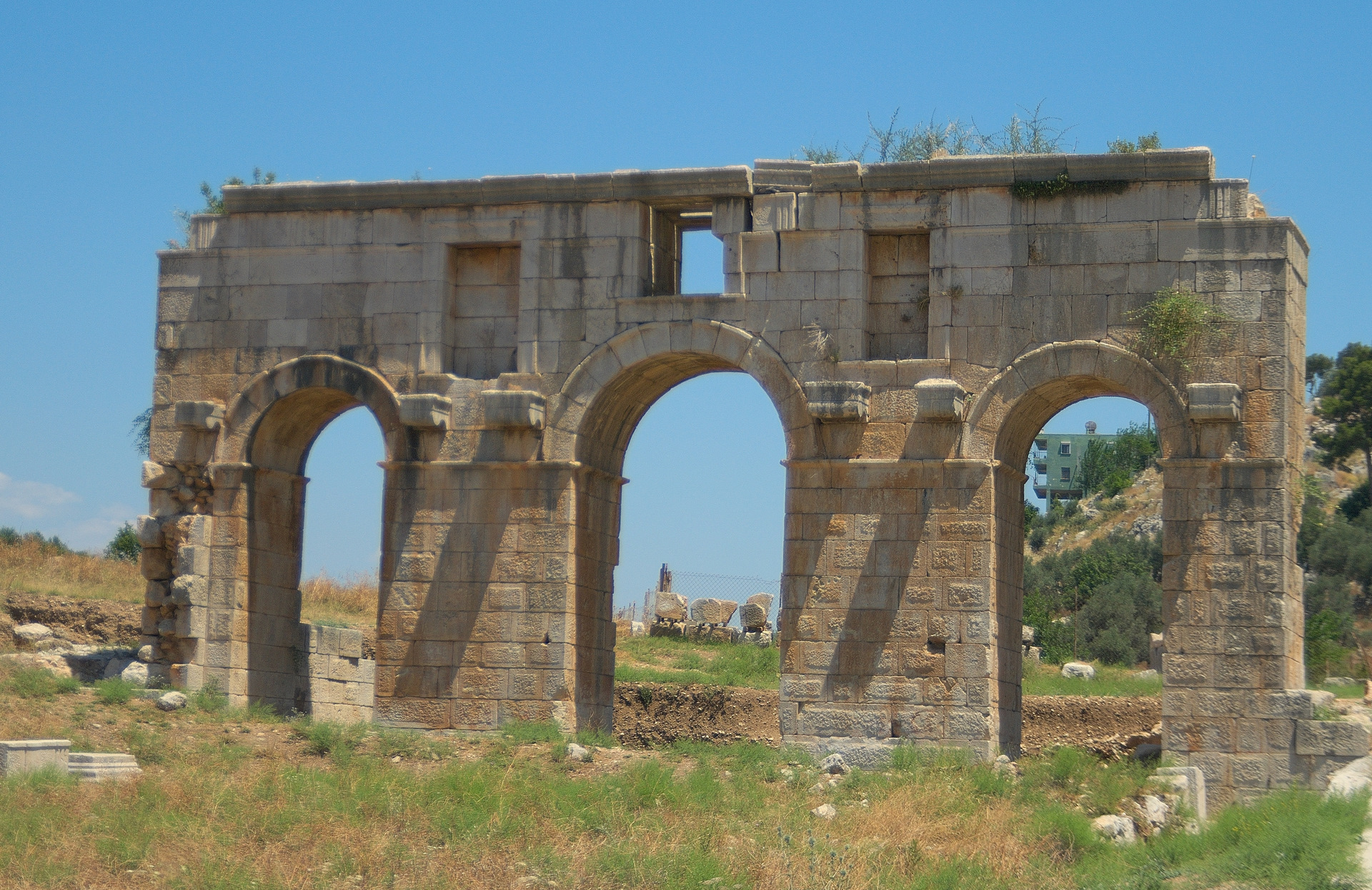
Ereboog van Mettius Modestus

Aangekomen in Patara stroomde het water via de noordelijke stadspoort  (de ereboog van Mettius Modestus) de dividiculum in. Van hieruit werd het water naar een netwerk van reductietanks en cisternen geleid die naar de diverse tappunten in de stad vertakte. Het water werd niet alleen als bad- en drinkwater gebruikt, maar ook voor publieke voorzieningen zoals het fontein bij de noordelijke stadspoort. De eerste publieke voorziening dat door het aquaduct voorzien werd was het havenbadhuis van Patara.

### Systeemkarakteristieken
Delikkemer was een atypisch aquaduct, omdat Romeinse aquaducten normaliter uit een gemetseld kanaal met een diepte van 2 tot 5 maal de breedte bestonden; een gewelfd dak en inspectieschachten om de toegang tot het kanaal te vergemakkelijken voor onderhoud en reiniging. Dergelijke kanalen werden gewoonlijk over lange afstanden ingegraven om schade, verontreiniging van het water, overmatige verhitting en verdamping in de zomer en vorstschade in de winter te voorkomen. Dit was niet het geval voor het aquaduct in Patara, waar het gemetselde kanaal voor het grootste deel van zijn lengte bovenop de rotsachtige ondergrond lag. Dekstenen en keramische buizen werden vermoedelijk met weinig of geen aarde bedekt en hierdoor was het water weinig beschermd tegen de schommelende buitentemperatuur.

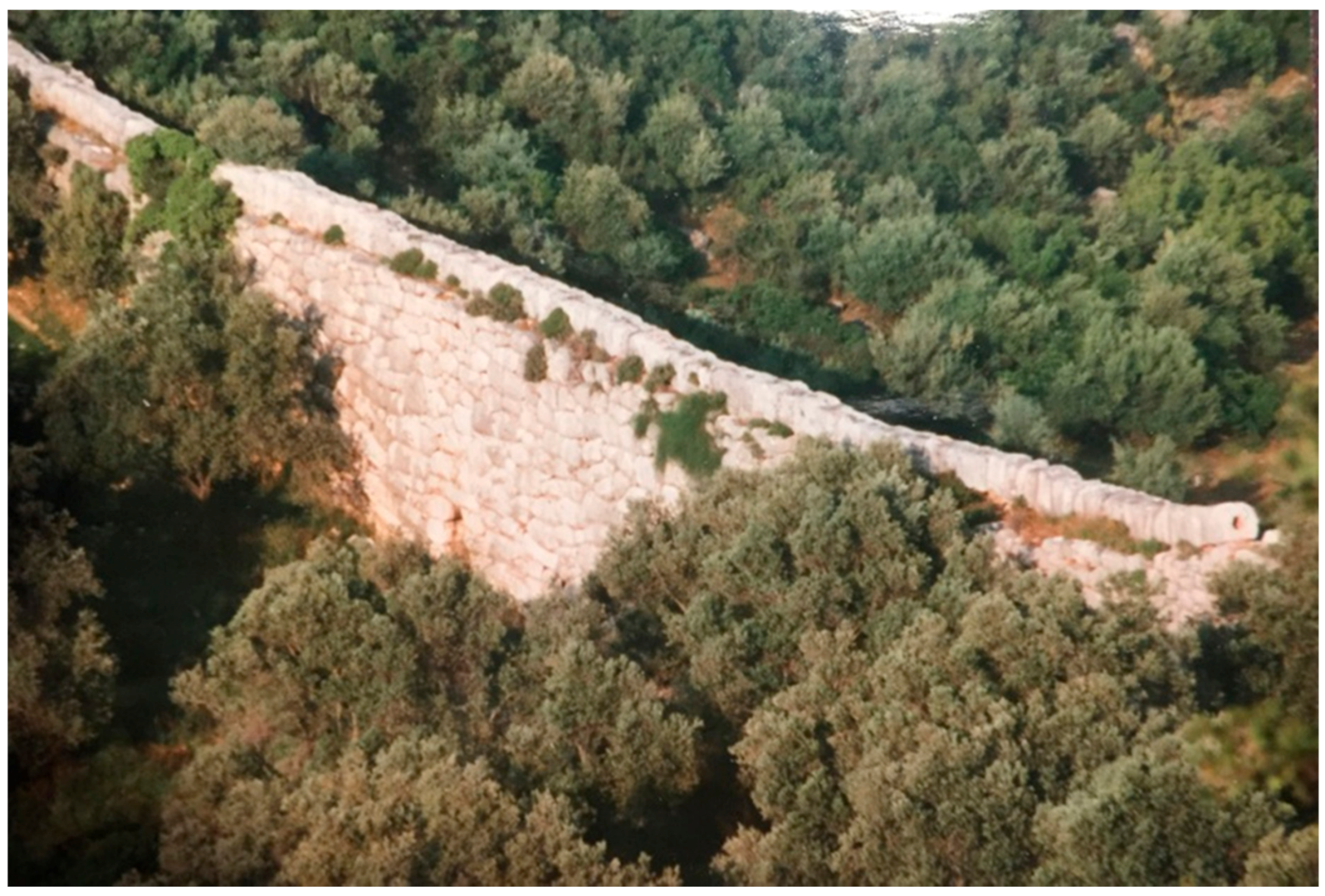
De 10 meter hoge cyclopische muur. (waterstroom van rechts naar links)

Volgens Güracar had het aquaduct een capaciteit van 10.000 liter water per dag, hoewel deze aanname direct afgeleid lijkt te zijn van de capaciteit van de bron rond 2013. Het water stroomde door zwaartekracht en atmosferische druk, met uitzondering van een 200 meter lange en 18 meter diepe omgekeerde sifon waar het water onder druk in een gesloten pijp een 20 meter diepe vallei doorkruiste. Om de relatief hoge druk in de sifon te weerstaan was de sifon gemaakt van een rij grote uitgeholde kalksteenblokken, elk van iets minder dan een ton zwaar. De omgekeerde sifon was gebouwd op een cyclopische muur.
De leiding van het aquaduct van voor de aardbeving van 68 bestond uit een keramische pijpleiding. Het systeem dat na de aardbeving gebouwd werd, was gemaakt van gehouwen steen en deze werd vergezeld van een tweede leiding, namelijk een drukleiding van een drietal keramische pijpen 'van een hand breed', zodat watertoevoer niet onderbroken werd wanneer er onderhoud was. Alle keramische en anderszins poreuze materialen werden aan de binnenkant afgesmeerd met opus signinum, een waterdicht cement.

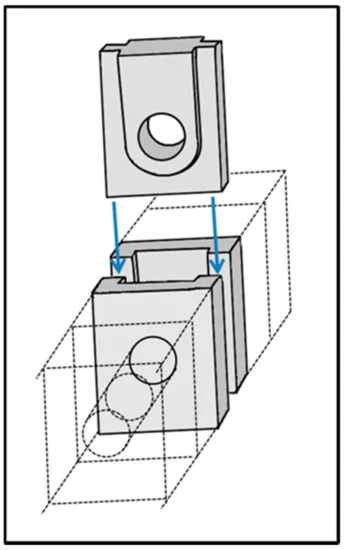
Inschuifsteen voor onderhoudswerkzaamheden

De hoofdleiding in het Delikkemer-gedeelte was gehouwen uit grote kalksteenblokken van ca. 90 bij 90 bij 50 centimeter, waarin een gat van 30 centimeter gefreesd was. Deze blokken hadden ter plaatse van het gat aan de ene kant een mannetjes- en aan de andere kant een vrouwtjesaansluiting, zodat ze als het ware als ruggenwervels aan elkaar gekoppeld konden worden. Lekkages werden verminderd door specie  (opus signinum) op de aansluitingen te smeren. Voor onderhoud hadden enkele blokken speciale aansluitstukken. Ook waren er op enkele plekken inspectie- en uitspuitgaten geboord die met houten deksels afgesloten werden.

## Ontwerpfilosofie
De Romeinen waren praktisch en zuinig in hun gebruik van materiaal en arbeid en de technische beslissingen die bij de bouw werden genomen: de keuze om de vallei te passeren met een sifon met een pijpleiding onder normale druk bovenop een muur van gemiddelde hoogte was een technische afweging om de kosten en inspanningen te optimaliseren. Als bijvoorbeeld ervoor gekozen was de 10 meter hoge muur achterwege te laten, zouden de waterleidingen over de volle hoogte van 18 meter in het vallei  worden aangelegd en zouden de leidingen van de omgekeerde sifon meer dan het dubbele van de druk hebben moeten verwerken en dat over een langere afstand. Dit zou het risico van lekken bij bijvoorbeeld aardbevingen hebben vergroot en het onderhoud hebben bemoeilijkt.
Een hogere muur daarentegen zou de noodzaak van zware gefreesde blokken en de onderhoudsvereisten van het hogedrukwaterkanaal voor de omgekeerde sifon hebben voorkomen, omdat de waterlijn dan een eenvoudig open of overdekt gemetseld kanaal had kunnen zijn. Echter, voor het bijna verdubbelen van de hoogte van een muur zou bijna vier keer zoveel steenmateriaal nodig zijn geweest, omdat de basis van de muur evenredig breder moet worden om de extra hoogte en het gewicht op te vangen en de stabiliteit te waarborgen. Dat zou een enorme toename van materiaal en bouwwerkzaamheden betekend hebben.